# Песчаноозёрский сельсовет
Песчаноозёрский сельсове́т — сельское поселение в Октябрьском районе Амурской области.
Административный центр — село Песчаноозёрка.
Законом Амурской области от 22 мая 2020 года № 530-ОЗ в июне 2020 года к Песчаноозёрскому сельсовету присоединяется Переясловский сельсовет.

## История
17 марта 2005 года в соответствии с Законом Амурской области № 457-ОЗ муниципальное образование наделено статусом сельского поселения.

## Население
| 2002 | 2010 | 2011 | 2012 | 2013 | 2014 | 2015 |
| ---- | ---- | ---- | ---- | ---- | ---- | ---- |
| 652  | ↘578 | ↘575 | ↘540 | ↘515 | ↘505 | ↘482 |
| 2016 | 2017 | 2018 | 2021 |      |      |      |
| ↗484 | ↘476 | ↘462 | ↗717 |      |      |      |

## Состав сельского поселения
| № | Населённый пункт | Тип населённого пункта       | Население |
| - | ---------------- | ---------------------------- | --------- |
| 1 | Песчаноозёрка    | село, административный центр | ↘462      |